# Obfelden
Obfelden es una comuna suiza del cantón de Zúrich, situada en el distrito de Affoltern. Limita al norte con la comuna de Ottenbach, al noreste con Affoltern am Albis, al sureste con Mettmenstetten, al sur con Maschwanden, al suroeste con Hünenberg (ZG), y al oeste con Merenschwand (AG).